# Mantispa guttula
Mantispa guttula is een insect uit de familie van de Mantispidae, die tot de orde netvleugeligen (Neuroptera) behoort. 
Mantispa guttula is voor het eerst wetenschappelijk beschreven door Fairmaire in Thomson in 1858.